# Погорелое (Фировский район)
Погорелое — деревня в Фировском районе Тверской области. Входит в состав Великооктябрьского сельского поселения.

## География
Находится в 24 километрах к югу от районного центра посёлка Фирово, на берегу реки Цны.

## Население
| 2010 |
| ---- |
| 83   |

Население по переписи 2002 года — 107 человек.
Согласно результатам переписи 2002 года, в национальной структуре населения русские составляли 100 % от жителей.